# Андский эубукко
Андский эубукко (лат. Eubucco bourcierii) — вид птиц семейства бородатковых. Видовое латинское название дано в честь французского орнитолога Жюля Бурсье (1797—1873).
Вид распространён в Центральной и Южной Америке. Встречается в Коста-Рике, Панаме, Колумбии, Эквадоре, на западе Венесуэлы, на северо-западе Перу. Обитают в подлеске тропического дождевого леса или вторичного леса.

## Описание
Птицы весом 34 г. Самцы имеют красный лоб, вдоль основания клюва проходит тонкая чёрная полоса. Лицевая маска чёрная. Горло и грудь красные. На шее есть узкая белая полоса. Брюхо жёлто-оранжевое. Нижняя часть брюха жёлтая. Спина оливково-зелёная. Кроющие крыльев тёмно-зелёные с синеватым оттенком.
Ярко выражен половой диморфизм. Оперение самок настолько отличается от самцов, что сначала их описали как самостоятельный вид. Лоб и узкая полоса ниже клюва чёрные. Верх головы и узкая линия над чёрной лицевой маской светло-голубого цвета. Остальной верх головы зеленоватого цвета, с оранжевой полоской на шее. Верх тела оливково-зелёный, нижняя часть тела желтоватая.

## Питание
Питаются фруктами, преимущественно бананами, реже насекомыми.

## Размножение
В Коста-Рике сезон размножения приходится на период с марта по июнь, в Колумбии — на период с декабря по апрель. Кладка состоит из двух-пяти яиц белого цвета. Обе родительские птицы поочерёдно насиживают яйца в течение дня, а самка сидит на гнезде в течение ночи. Инкубация длится 15 дней. Птенцы полностью оперяются через 31 день.